# Adrian Hasler
Adrian Hasler (Vaduz, 11 febbraio 1964) è un politico e poliziotto liechtensteinese, Primo ministro del Liechtenstein dal 2013 al 2021.

## Biografia
Adrian Hasler ha conseguito la maturità nel 1984 presso la scuola secondaria del Liechtenstein a Vaduz. Successivamente, ha iniziato a studiare economia aziendale con una specializzazione in finanza e contabilità presso l'Università di San Gallo, dove si è laureato nel 1991. In seguito è stato responsabile del controllo nella divisione commerciale Thin Films di Balzers AG . Dal 1996 al 2004 è stato a capo delle finanze di gruppo e vicedirettore della Verwaltungs- und Privat-Bank a Vaduz. 
È stato eletto nel 2001 membro del parlamento per il Partito dei cittadini progressisti (FBP). Nel marzo 2004 si è dimesso per diventare il nuovo capo della polizia nazionale del Liechtenstein. Il 1º aprile 2004 ha quindi sostituito il capo della polizia ad interim Martin Meyer. Al Parlamenti Gli succedette Marco Ospelt. 
Nel 2012 è stato selezionato come candidato FBP a Primo Ministro per le elezioni parlamentari del 2013, vincendo le elezioni. 

## Vita privata
Adrian Hasler si è sposato il 28 maggio 2003 con Gudrun Elkuch (nata il 5 settembre 1973). La coppia ha due figli, Pascal e Luis.